# Лип'янка (ліва притока Товмача)
Лип'я́нка — річка в Шполянському районі, Черкаська область, ліва притока Товмача (басейн Південного Бугу).

## Опис
Довжина річки складає 30 км.
Площа водозбірного басейну 169 км².
Долина трапецієподібна, завширшки до 2,5 км, завглибшки 40 м. Заплава завширшки до 100 м. Річище помірно звивисте, завширшки до 2,0 м.

Похил річки 2,2 м/км. 

Живлення мішане, переважно снігове. Замерзає на початку грудня, скресає в середині березня. 

Вода гідрокарбонатна кальцієво-магнієва, мінералізація до 0,6 г/дм3. 

Річка частково зарегульована ставками. Використовується для сільськогосподарського водопостачання та риборозведення.

## Розташування
Річка Лип'янка бере початок на захід від с. Лебедин. Тече переважно в пд.-зх. напрямку. Впадає до Товмача в межах с. Ярославка.